# Perry Mason (chanson)
Pour les articles homonymes, voir Perry Mason.
Perry Mason est le 1er single de l'album Ozzmosis d'Ozzy Osbourne sorti en 1995. Rick Wakeman est au Mellotron sur cette chanson et une autre I Just WantYou et Geezer Butler à la basse sur tout l'album. 

## Titre

### Version promotionnelle
1. Perry Mason (edit) (4:37)
2. Perry Mason (5:55

### Version internationale
1. Perry Mason (edit) (4:37)
2. Perry Mason (5:55)
3. Living With The Enemy (5:34)
4. The Whole World's Falling Down (5:05)

### Version britannique
1. Perry Mason
2. Living With The Enemy
3. The Whole World's Falling Down

### Vinyle
1. Perry Mason (edit)
2. Living With the Enemy

### Version américaine
1. Perry Mason 05:54
2. No More Tears 07:24
3. I Don't Want to Change the World 04:07
4. Flying High Again

## Personnel
- Ozzy Osbourne – chant
- Zakk Wylde – guitare
- Geezer Butler – basse
- Deen Castronovo – batterie

- Rick Wakeman – Mellotron sur "Perry Mason" et "I Just Want You"